# Trombitás Zoltán
Trombitás Zoltán (Nagymányok, 1960. április 16. –) magyar orvos, politikus, 1990 és 1998 között országgyűlési képviselő (Fidesz).

## Élete
Trombitás Zoltán  Trombitás Károly és Halmágyi Mária fiaként született. Általános iskolai és középiskolai tanulmányait Pécsett végezte, 1978-ban érettségizett a Nagy Lajos Gimnázium fizika tagozatán. Rövid ideig kisegítőként dolgozott különböző egészségügyi intézményekben, majd 1980-ban a Pécsi Orvostudományi Egyetem Általános Orvosi Karának hallgatója lett. Az 1980-as tanácsválasztáson sikertelenül próbált független jelöltként indulni, majd 1982-ben az első pécsi egyetemi klub alapító tagja volt, ezért 1983-ban elbocsátották az egyetemről. 1983 és 1985 között a Pécsi Honvéd Kórházban teljesített sorkatonai szolgálatot, majd családjával egy évet az Amerikai Egyesült Államokban töltött. Hazatérését követően folytatta egyetemi tanulmányait, végül 1993-ban szerzett általános orvosi diplomát.
1989-ben belépett a Fiatal Demokraták Szövetségébe, melynek az év augusztusától Baranya megyei választmányi tagja lett, illetve a Baranya Megyei Ellenzéki Kerekasztal Fidesz-megbízottja is volt. 1989 decemberétől 1990 júniusáig tagja volt pártja országos politikai tanácsadó testületének is. Az 1990-es országgyűlési választáson a Fidesz országos listájának 7. helyéről szerzett mandátumot. Az Országgyűlés alakuló ülésén jegyzővé választották, tisztségét 1998-ig töltötte be, emellett az alkotmányügyi, törvény-előkészítő és igazságügyi bizottság tagja, valamint a mentelmi, összeférhetetlenségi és mandátumvizsgáló bizottság alelnöke lett. 1992-ben Maryland állam kormányzója a magyar demokrácia kialakításában való részvételéért és a magyar-amerikai kapcsolatok elmélyítéséért folytatott tevékenységéért tiszteletbeli állampolgárságot adományozott neki és feleségének. 1992 februárjától 1993 áprilisáig a Fidesz Országos Választmányának póttagja, majd 1994 júliusáig a párt alelnöke volt, később az Országos Választmány tagja lett.
Az 1994-es országgyűlési választáson a Fidesz országos listájának 15. helyéről jutott be ismét a parlamentbe, az Országgyűlésben az alkotmány-előkészítő bizottság és rövid ideig a kulturális és sajtó bizottság tagja volt. Az 1998-as országgyűlési választáson nem szerzett mandátumot. Az 1998-as önkormányzati választáson a Fidesz, a KDNP, az FKGP és az MDF közös polgármester-jelöltje volt Pécsen, ekkor 40,8%-kal második lett a 46,55%-ot szerző Toller László mögött. 1998 és 2000 között a Magyar Rádió Közalapítvány Kuratóriumának elnökségi tagja volt a Fidesz képviseletében, majd pártja elnöki kabinetjében dolgozott. 2001-ben esélyes volt az Egészségügyi Minisztérium politikai államtitkári posztjára a lemondott Horváth Zsolt helyett, de végül nem őt nevezték ki.
2008-ig a Fidesz delegáltja volt a Magyar Rádió kuratóriumában, majd visszatért eredeti szakmájához, és a mezőtúri városi kórház igazgató főorvosa lett. Később a budapesti Szent Ferenc kórház főigazgatója, a váci Jávorszky Ödön kórház önkormányzati biztosa, majd a Budapesti Egészségközpont vezérigazgatója volt. 2011-ben a Pest Megyei Flór Ferenc Kórház főigazgatójává nevezték ki.

## Családja
Első felesége 1982-től Mikes Éva jogász, 1990-től 1994-ig Pécs alpolgármestere volt. Fiuk Trombitás Kristóf Keresztély (1988) fideszes médiaszemélyiség. Felesége Solymosy Edina közgazdász.